# Identitat Cristiana
La Identitat Cristiana (en anglès: Christian Identity) és un moviment de caràcter protestant, fonamentalista i suprematista blanc dels Estats Units d'Amèrica. L'objectiu final d'aquest moviment és la implantació d'una teocràcia governada pels blancs (definits segons els criteris acientífics del suprematisme blanc). Ideològicament, la Identitat Cristiana té les seves arrels en l'angloisraelisme importat pels immigrants puritans anglesos que van arribar al segle xix.
Organitzat sobretot a partir de la predicació de líders com Richard Girnt Butler o Michael Bray, la Identitat Cristiana està més desenvolupada als estats d'Arkansas, Oklahoma i Missouri. Avui dia, organitzacions com ara Nació Ària o el Ku Klux Klan i comunitats com ara Ciutat Elohim, es defineixen com a seguidors d'aquesta doctrina.